# 別れた妻
『別れた妻』（わかれたつま）は、東海テレビ制作・フジテレビ系列で、1985年1月7日 - 3月27日に放送された昼ドラマである。

## 概要
子連れの男性と再婚した女性が様々な問題を乗り越える物語。

## キャスト
- 伸子：白都真理[1]
- 宏一：岡本富士太[1]
- まゆみ：桂川冬子
- 彩子：三浦真弓[1]
- 慎介：岡本慎太郎
- 管理人：久保晶
- 天野所長：川辺久造
- 高林由紀子
- せつ：日高澄子
- 中原早苗
- 長谷川明男
- 二木てるみ
- 弓恵子
- 内田稔
- 北村昌子
- 睦五朗
- 谷津勲
- 喜多道枝

## スタッフ
- 演出 - 平松敏男、小野俊和
- 脚本 - 須川栄三
- 制作 - 東海テレビ[1]